# Dianne Oxberry

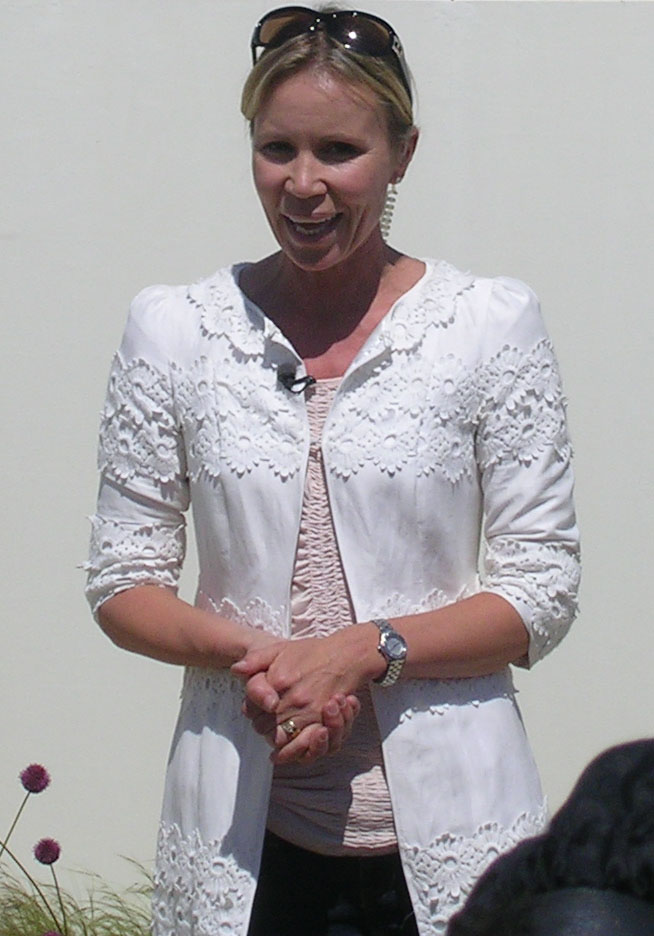
Oxberry, 2010

Diane Clare Oxberry (geboren 13. August 1967 in Sunderland; gestorben 10. Januar 2019 in Manchester) war eine britische Moderatorin, die insbesondere durch ihre Wetterberichte bei BBC North West Tonight bekannt wurde. Sie moderierte auch das Regionalnachrichtenmagazin Inside Out North West.
Oxberry studierte Meteorologie am College des Met Office in Berkshire.
Sie begann ihre Rundfunkkarriere bei BBC Radio 2, wo sie als Assistentin arbeitete. Ihren ersten Moderatorenjob erhielt sie bei BBC Radio 1 im werktäglichen Morgenprogramm. Ab 1991 moderierte sie das Kindersonntagsprogramm The 8:15 from Manchester.
Aus der Ehe, die sie 1993 schloss, entstammen zwei Kinder. Anfang 2019 starb sie an Krebs.

## Belege
1. ↑  Dianne Oxberry. In: The Daily Telegraph. 12. Januar 2019, ISSN 0307-1235, S. 31.
2. ↑   BBC presenter Dianne Oxberry dies aged 51 In: BBC News, 11. Januar 2019